# بلو ریج (تگزاس)
بلو ریج، تگزاس(به انگلیسی: Blue Ridge, Texas) شهری در ایالت تگزاس از ایالات جنوبی ایالات متحده آمریکا است. در سرشماری سال ۲۰۰۰، جمعیت این شهر ۶۷۲ نفر اعلام شد.